# Francisco de Godoy
Pour les articles homonymes, voir Godoy.
Francisco de Godoy Aldana, né à Cáceres en 1505 et mort en 1564, est un conquistador espagnol.
Il servit sous Francisco Pizarro lors de la conquête du Pérou et fut maire de Lima au Pérou en 1536 et 1542
Il fit construire le palais de Godoy avec les bénéfices de ses pérégrinations sur les terres américaines.

## Biographie
Godoy est l'un des rares Espagnols à participer en tant que protagoniste à la conquête des terres américaines, à réussir à rassembler un trésor important et à retourner dans sa ville natale pour jouir de la bonne fortune jusqu'à la fin naturelle de ses jours.